# 八九式127公厘高射炮

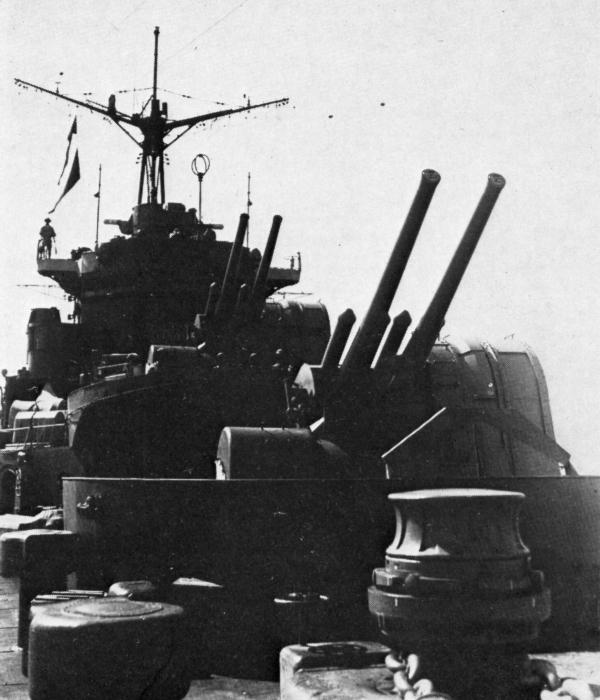
八九式127公厘高射炮

八九式127公厘高射砲（日语：四十口径八九式十二糎七高角砲）是大日本帝國海軍開發的高射砲。通稱12.7厘米高射砲（日语：12.7センチ高角砲）。於1932年（昭和7年）2月6日正式採用，為二戰時日系艦用高射砲主力。

## 概要
日本海軍在1920年代使用著兩型中口徑艦炮，分別是8公分(76公厘)與十年式12公分高射砲，但技術來源部分都是一戰前的火炮修改設計而成；除了彈道表現尚可外，在射速與射擊配套等都不甚理想。日本海軍因此在1929年（昭和4年）開發可高射與平射兼用的新式艦炮，新型炮需要有更快的射速，以及製造相應火網的機能，1931年（昭和6年）完成第1號機。在開發重點上有幾項特色：
1. 發射速度提高。1門以毎分14發為目標。
2. 加大砲彈威力。比當時的12公分高射砲口徑大0.7公厘、將傷害半徑擴大。
3. 將彈藥包重量抑制在35公斤以下。為了減輕砲員的體力消耗及發射速度低下。
4. 盡量減輕炮架重量，使動力機組操炮速度上升。俯仰速度為12度/秒。
5. 引信為自動調停。其功能為減輕發射速度低下。

該砲的定時引信在裝填時會自動調停調停器而難以擊發。最初時的誤差為不達到許容範圍內（+-0.2秒），後來亦持續精進設計，火炮性能在1935年（昭和10年）後趨於穩定。
不含操作高射裝置的計算人員，一門八九式高射炮炮班有11位成員，包括1位引信設定手、1位操作火炮仰角、1位操作火砲方位、2位裝彈兵、6位彈藥兵。一般來說，引信設定手只接受高射裝置指揮設定定時引信引爆倒數秒數；但炮上仍裝設了光學瞄準具，可在防空指揮所癱瘓時獨立操作。
八九式高射砲與英美等國的高平兩用砲有個最大不同的地方，那就是火砲設計時並沒有與彈藥庫的裝彈流程達成配套優化設計。這個優點是可以使火砲更有彈性的狀況下在軍艦上閒餘空間增設，然而款式落後的揚彈機性能只有每分鐘10發的送彈速度，直接影響了持續射速和作戰效能，也是與其他國家的專業中口徑艦炮相比最致命的弱點。在昭和8年（1933年）出版的『砲術年報』研析八九式的射速，結論是「以訓練最紮實的狀態下每分鐘可射擊12發已非常優秀」，昭和14年（1939年）實施的防空演習中，上呈的演習成果也寫到最佳表現是每分鐘發射7-8發。射速與轉速不足導致火炮性能不足的問題在1944年同盟國空中武力大舉和日軍交鋒後展露無遺，所以在戰爭末期趕製的松級驅逐艦改用原先以水面艦交戰導向的50倍徑三年式127毫米炮改製之高平兩用炮構型版本。

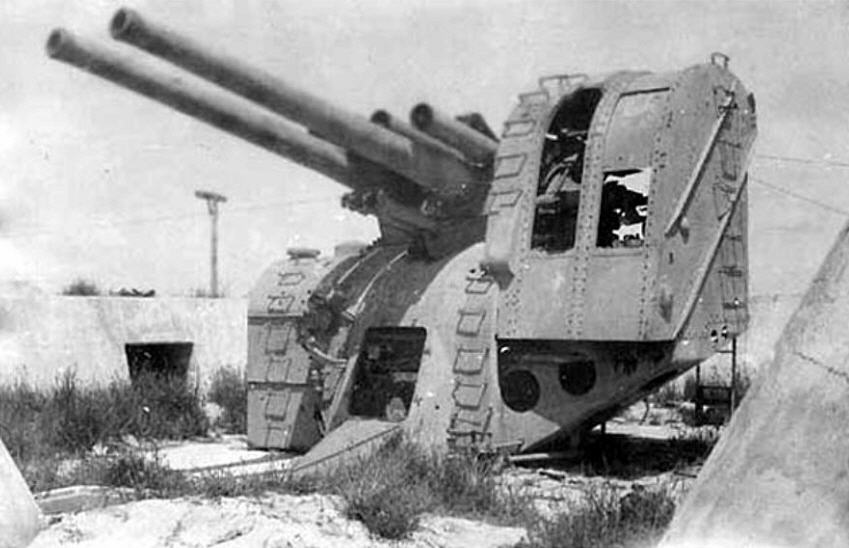
在太平洋日軍控制島嶼上安裝的陸地版八九式高射炮，同型武器在諸多日軍海防要塞中裝設

## 型號

### 連裝砲架
A1型基本型號，右側觀測手具有屏蔽的防盾，炮體全重20.3噸；發電機可提供砲塔每秒6度的水平轉速、炮身俯仰每秒12度。
A1型改1重巡洋艦用。附有防波盾，重24.5噸
A1型改2航空母艦用。為了防煙囪廢氣而使用全罩式砲塔。
A1型改3大和級戰艦用。裝有防爆風的全罩式砲塔，總重量29噸，為八九式各種衍生型中最重的一型。
A2型大量生産用
A3型瞄準器變更
A4型瞄準器變更
B1型砲座發電機從A型的10KW輸出增強為15KW，俯仰速度與水平轉速均提高到每秒16度。
B2型高射裝置搭載艦用

### 單裝砲架

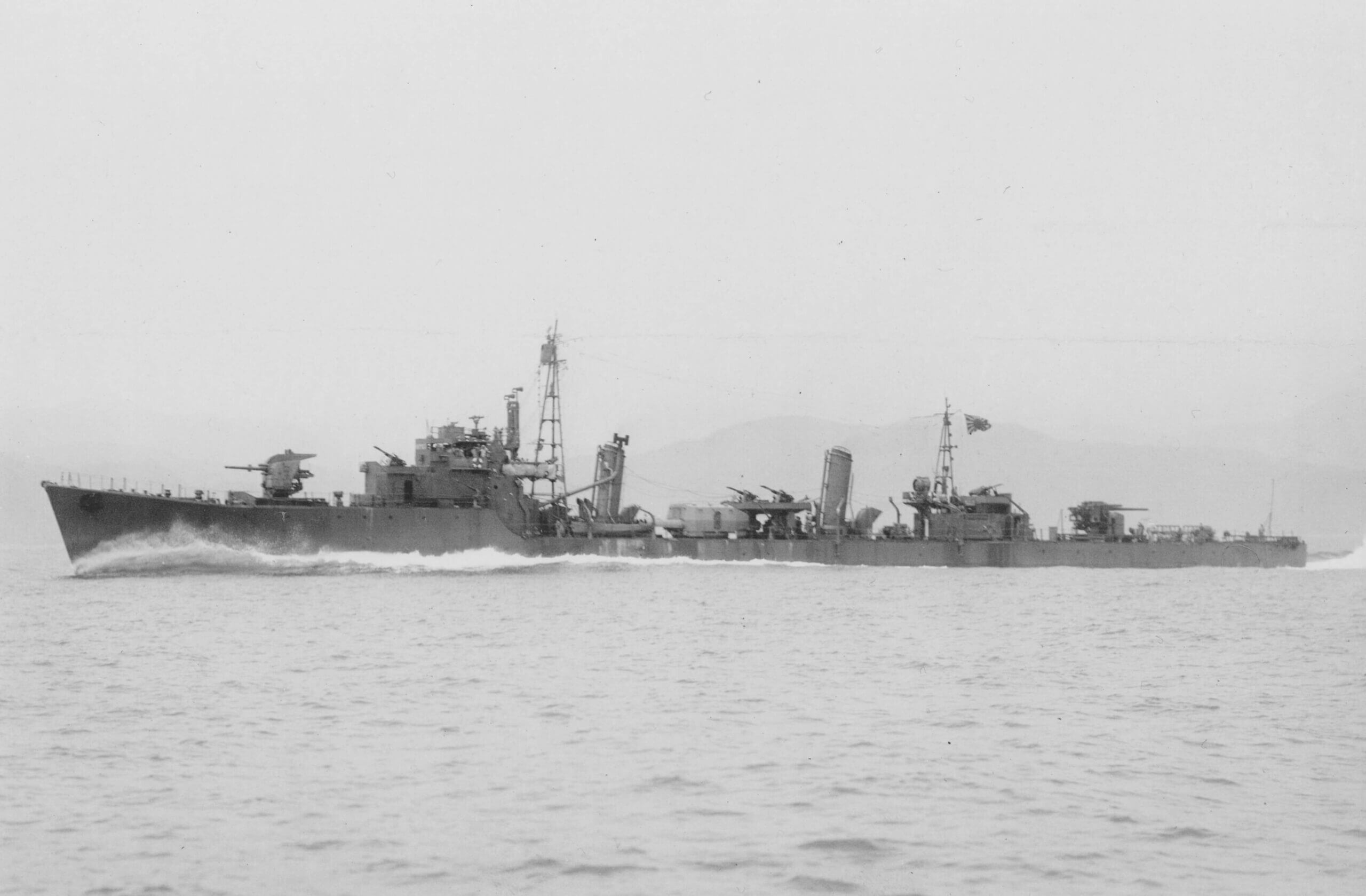
1944年海試中的桃號驅逐艦，雖然八九式性能不俗，但日本驅逐艦受限於戰術角色之故，直到二戰末期重視防空的現實壓迫下才開始大量裝備各式高平兩用炮

B1型改4松級驅逐艦1號砲用

## 搭載艦船
在1930年代量產後，八九式在各型軍艦現代化工程時陸續安裝，但是因為總產量不足，直到戰末都沒有全面取代較廉價的十年式12公分高射砲；像高雄級大部分直到開戰後1942年4月才在短暫回國時間升級，而鳥海號重巡洋艦直到戰爭結束都沒機會換掉將船上的十年式高炮。除了日本海軍，中華民國海軍在1949年底將丹陽艦再武裝時，拆下壽山要塞的八九式高砲裝設於艦首A炮位，也成為中小型艦艇中的特案。

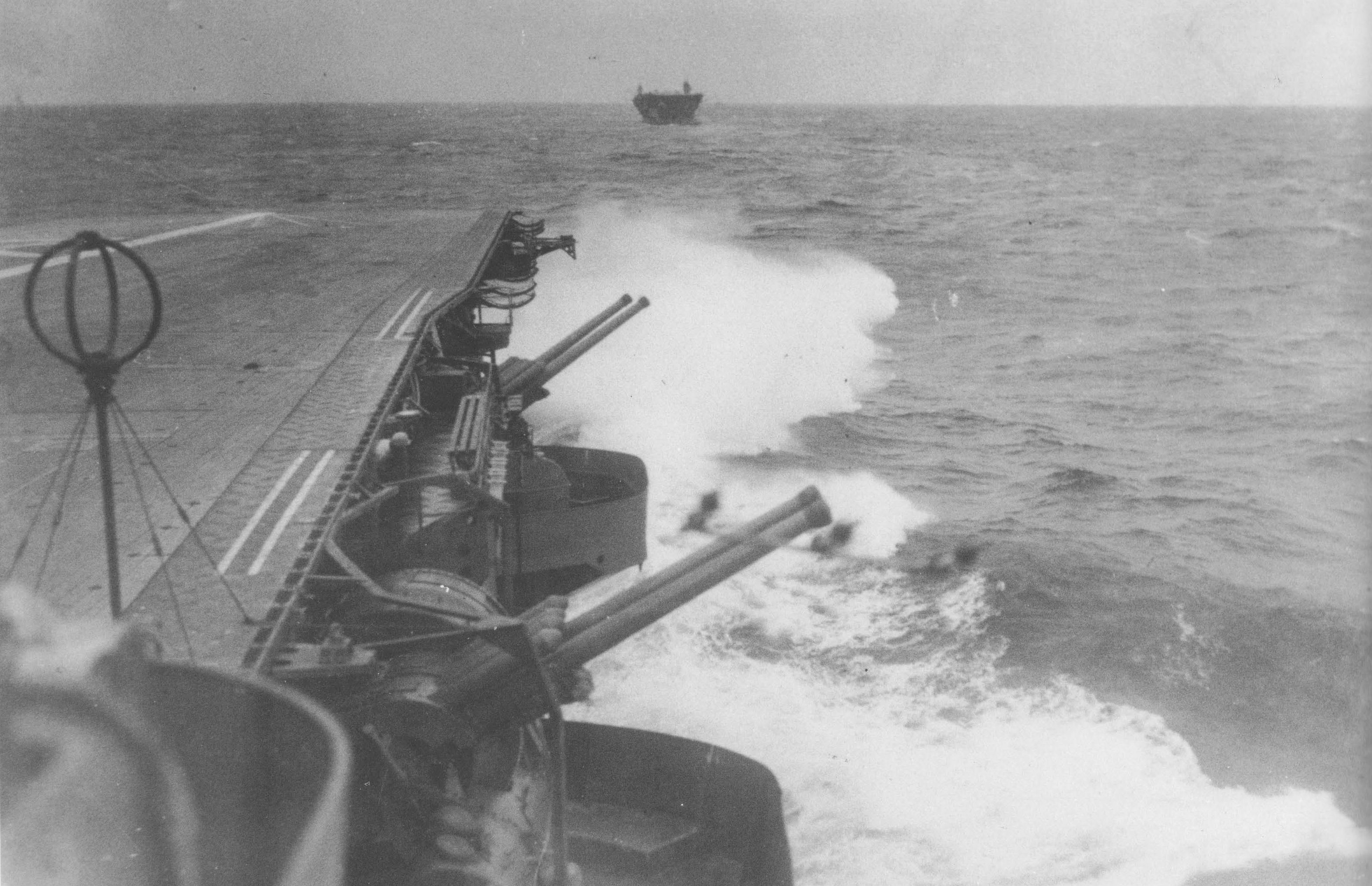
1941年11月開往單冠灣的瑞鶴號航空母艦，可觀察到她配備的標準A1型八九式高炮

- 戰艦：金剛級、扶桑級 - 伊勢級 - 長門級 - 大和級
- 航空母艦：加賀 - 蒼龍 - 飛龍 - 信濃 - 龍鳳 - 龍驤 - 飛鷹級 - 冲鷹 - 神鷹 - 海鷹- 翔鶴級 - 雲龍級 - 祥鳳級 - 千歲級
- 重巡洋艦：妙高型  - 高雄型（鳥海除外） - 最上級 - 利根型
- 輕巡洋艦：5,500噸型（昭和18年以後依次搭載）
- 水上機母艦：千歲型 - 瑞穗 - 秋津洲
- 潜水母艦：大鯨 - 劍埼(祥鳳號航空母艦前身)
- 練習巡洋艦：香取型
- 敷設艦：津輕
- 驅逐艦：松級、丹陽號（原雪風號，轉交中華民國後改名）
- 工作艦：明石

除了軍艦外，日本軍港要塞也採用了八九式作為防空主力，稱為一式127公厘高射砲（長12.7センチ高角砲）；此型號採用了更長的50倍徑炮身及27公斤重的彈頭，但是因強化性能導致相關設計強化增肥到48噸，所以沒有佈署在軍艦上，此型防砲橫須賀佈署了96門、吳港則配置了54門。後來改良成單裝砲裝艦，稱五式127公厘高射炮。